# Snow-board la Jocurile Olimpice de iarnă din 2022 - Snow-board cross (masculin)
Proba de snow-board cross masculin de la Jocurile Olimpice de iarnă din 2022 de la Beijing, China a avut loc pe 10 februarie 2022 la Genting Snow Park din Zhangjiakou.

## Program
Orele sunt orele Chinei (ora României + 6 ore).
| Dată         | Ora                                                                                | Rundă |
| ------------ | ---------------------------------------------------------------------------------- | --- |
| 10 februarie | 11:15-12:00 12:10-12:40 14:00-14:34 14:37-14:55 14:58-15:08 15:15 După finala mică | Calificări cursa 1 Calificări cursa 2 Optimi de finală Sferturi de finală Semifinale Finala mică Finala mare |

## Rezultate

### Calificări
Rezultate oficiale.
| Loc | Nr. de concurs | Nume                | Țară                       | Manșa 1 | Manșa 2 | Cel mai bun rezultat |
| --- | -------------- | ------------------- | -------------------------- | ------- | ------- | -------------------- |
| 1   | 15             | Éliot Grondin       | Canada                     | 1:16,29 | –       | 1:16,29              |
| 2   | 7              | Julian Lüftner      | Austria                    | 1:17,00 | –       | 1:17,00              |
| 3   | 13             | Jakob Dusek         | Austria                    | 1:17.05 | –       | 1:17,05              |
| 4   | 2              | Alessandro Hämmerle | Austria                    | 1:17,24 | –       | 1:17,24              |
| 5   | 11             | Martin Nörl         | Germania                   | 1:17,38 | –       | 1:17,38              |
| 6   | 16             | Omar Visintin       | Italia                     | 1:17,68 | –       | 1:17,68              |
| 7   | 8              | Hagen Kearney       | Statele Unite ale Americii | 1:17,81 | –       | 1:17,81              |
| 8   | 4              | Cameron Bolton      | Australia                  | 1:17,92 | –       | 1:17,92              |
| 9   | 3              | Lorenzo Sommariva   | Italia                     | 1:17,98 | –       | 1:17,98              |
| 10  | 12             | Nick Baumgartner    | Statele Unite ale Americii | 1:18,01 | –       | 1:18,01              |
| 11  | 23             | Umito Kirchwehm     | Germania                   | 1:18,22 | –       | 1:18,22              |
| 12  | 19             | Paul Berg           | Germania                   | 1:18,31 | –       | 1:18,31              |
| 13  | 20             | Liam Moffatt        | Canada                     | 1:18,45 | –       | 1:18.45              |
| 14  | 9              | Lukas Pachner       | Austria                    | 1:18,49 | –       | 1:18,49              |
| 15  | 17             | Adam Dickson        | Australia                  | 1:18,56 | –       | 1:18,56              |
| 16  | 6              | Merlin Surget       | Franța                     | 1:18,64 | –       | 1:18,64              |
| 17  | 10             | Adam Lambert        | Australia                  | 1:19,33 | 1:17,56 | 1:17,56              |
| 18  | 25             | Jake Vedder         | Statele Unite ale Americii | 1:18,83 | 1:17,88 | 1:17,88              |
| 19  | 18             | Tommaso Leoni       | Italia                     | 1:19,45 | 1:18,13 | 1:18,13              |
| 20  | 24             | Mick Dierdorff      | Statele Unite ale Americii | 1:19,66 | 1:18,64 | 1:18,64              |
| 21  | 14             | Lucas Eguibar       | Spania                     | 1:18,73 | 1:19,93 | 1:18,73              |
| 22  | 5              | Kalle Koblet        | Elveția                    | 1:19,39 | 1:18,94 | 1:18,94              |
| 23  | 21             | Yoshiki Takahara    | Japonia                    | 1:19,26 | 1:19,16 | 1:19,16              |
| 24  | 22             | Loan Bozzolo        | Franța                     | 1:19,75 | 1:19,23 | 1:19,23              |
| 25  | 30             | Daniil Donskikh     | COR                        | 1:19,36 | 1:19,93 | 1:19,36              |
| 26  | 28             | Kevin Hill          | Canada                     | 1:20,24 | 1:19,45 | 1:19,45              |
| 27  | 1              | Glenn de Blois      | Olanda                     | 1:20,75 | 1:19,69 | 1:19,69              |
| 28  | 29             | Jarryd Hughes       | Australia                  | 1:21,28 | 1:20,48 | 1:20,48              |
| 29  | 31             | Huw Nightingale     | Marea Britanie             | 1:20,79 | 1:20,72 | 1:20,72              |
| 30  | 26             | Léo Le Blé Jaques   | Franța                     | 1:21,06 | 1:21,36 | 1:21,06              |
| 31  | 27             | Filippo Ferrari     | Italia                     | 1:24,77 | NT      | 1:24,77              |
| 32  | 32             | Radek Houser        | Cehia                      | NS      | NS      | NS                   |

### Optimi de finală
Rezultate oficiale.
Primii doi concurenți din fiecare serie s-au calificat în sferturile de finală.
| Loc | Nr. de concurs | Nume          | Țară      | Note |
| --- | -------------- | ------------- | --------- | ---- |
| 1   | 1              | Éliot Grondin | Canada    | C    |
| 2   | 16             | Merlin Surget | Franța    | C    |
| 3   | 17             | Adam Lambert  | Australia |      |
|     | 32             | Radek Houser  | Cehia     | DNS  |

| Loc | Nr. de concurs | Nume              | Țară      | Note |
| --- | -------------- | ----------------- | --------- | ---- |
| 1   | 8              | Cameron Bolton    | Australia | C    |
| 2   | 24             | Loan Bozzolo      | Franța    | C    |
| 3   | 25             | Daniil Donskikh   | COR       |      |
|     | 9              | Lorenzo Sommariva | Italia    | NT   |

| Loc | Nr. de concurs | Nume          | Țară      | Note |
| --- | -------------- | ------------- | --------- | ---- |
| 1   | 5              | Martin Nörl   | Germania  | C    |
| 2   | 21             | Lucas Eguibar | Spania    | C    |
| 3   | 12             | Paul Berg     | Germania  |      |
| 4   | 28             | Jarryd Hughes | Australia |      |

| Loc | Nr. de concurs | Nume                | Țară                       | Note |
| --- | -------------- | ------------------- | -------------------------- | ---- |
| 1   | 20             | Mick Dierdorff      | Statele Unite ale Americii | C    |
| 2   | 4              | Alessandro Hämmerle | Austria                    | C    |
| 3   | 13             | Liam Moffatt        | Canada                     |      |
| 4   | 29             | Huw Nightingale     | Marea Britanie             |      |

| Loc | Nr. de concurs | Nume              | Țară    | Note |
| --- | -------------- | ----------------- | ------- | ---- |
| 1   | 19             | Tommaso Leoni     | Italia  | C    |
| 2   | 30             | Léo Le Blé Jaques | Franța  | C    |
| 3   | 14             | Lukas Pachner     | Austria |      |
| 4   | 3              | Jakob Dusek       | Austria |      |

| Loc | Nr. de concurs | Nume            | Țară     | Note |
| --- | -------------- | --------------- | -------- | ---- |
| 1   | 6              | Omar Visintin   | Italia   | C    |
| 2   | 11             | Umito Kirchwehm | Germania | C    |
| 3   | 22             | Kalle Koblet    | Elveția  |      |
| 4   | 27             | Glenn de Blois  | Olanda   |      |

| Loc | Nr. de concurs | Nume             | Țară                       | Note |
| --- | -------------- | ---------------- | -------------------------- | ---- |
| 1   | 23             | Yoshiki Takahara | Japonia                    | C    |
| 2   | 10             | Nick Baumgartner | Statele Unite ale Americii | C    |
| 3   | 7              | Hagen Kearney    | Statele Unite ale Americii |      |
| 4   | 26             | Kevin Hill       | Canada                     |      |

| Loc | Nr. de concurs | Nume            | Țară                       | Note |
| --- | -------------- | --------------- | -------------------------- | ---- |
| 1   | 18             | Jake Vedder     | Statele Unite ale Americii | C    |
| 2   | 2              | Julian Lüftner  | Austria                    | C    |
| 3   | 15             | Adam Dickson    | Australia                  |      |
|     | 31             | Filippo Ferrari | Italia                     | NT   |

### Sferturi de finală
Primii doi concurenți din fiecare serie s-au calificat în semifinale.
| Loc | Nr. de concurs | Nume           | Țară      | Note |
| --- | -------------- | -------------- | --------- | ---- |
| 1   | 1              | Éliot Grondin  | Canada    | C    |
| 2   | 16             | Merlin Surget  | Franța    | C    |
| 3   | 24             | Loan Bozzolo   | Franța    |      |
| 4   | 8              | Cameron Bolton | Australia |      |

| Loc | Nr. de concurs | Nume                | Țară                       | Note |
| --- | -------------- | ------------------- | -------------------------- | ---- |
| 1   | 4              | Alessandro Hämmerle | Austria                    | C    |
| 2   | 21             | Lucas Eguibar       | Spania                     | C    |
|     | 20             | Mick Dierdorff      | Statele Unite ale Americii | NT   |
|     | 5              | Martin Nörl         | Germania                   | NT   |

| Loc | Nr. de concurs | Nume              | Țară     | Note |
| --- | -------------- | ----------------- | -------- | ---- |
| 1   | 6              | Omar Visintin     | Italia   | C    |
| 2   | 19             | Tommaso Leoni     | Italia   | C    |
| 3   | 30             | Léo Le Blé Jaques | Franța   |      |
|     | 11             | Umito Kirchwehm   | Germania | NT   |

| Loc | Nr. de concurs | Nume             | Țară                       | Note |
| --- | -------------- | ---------------- | -------------------------- | ---- |
| 1   | 2              | Julian Lüftner   | Austria                    | C    |
| 2   | 18             | Jake Vedder      | Statele Unite ale Americii | C    |
| 3   | 10             | Nick Baumgartner | Statele Unite ale Americii |      |
|     | 23             | Yoshiki Takahara | Japonia                    | NT   |

### Semifinale
| Loc | Nr. de concurs | Nume                | Țară    | Note |
| --- | -------------- | ------------------- | ------- | ---- |
| 1   | 1              | Éliot Grondin       | Canada  | C    |
| 2   | 4              | Alessandro Hämmerle | Austria | C    |
| 3   | 16             | Merlin Surget       | Franța  |      |
| 4   | 21             | Lucas Eguibar       | Spania  |      |

| Loc | Nr. de concurs | Nume           | Țară                       | Note |
| --- | -------------- | -------------- | -------------------------- | ---- |
| 1   | 2              | Julian Lüftner | Austria                    | C    |
| 2   | 6              | Omar Visintin  | Italia                     | C    |
| 3   | 18             | Jake Vedder    | Statele Unite ale Americii |      |
| 4   | 19             | Tommaso Leoni  | Italia                     |      |

### Finala mică
| Loc | Nr. de concurs | Nume          | Țară                       | Note |
| --- | -------------- | ------------- | -------------------------- | ---- |
| 5   | 16             | Merlin Surget | Franța                     |      |
| 6   | 18             | Jake Vedder   | Statele Unite ale Americii |      |
| 7   | 21             | Lucas Eguibar | Spania                     |      |
| 8   | 19             | Tommaso Leoni | Italia                     |      |

### Finala mare
| Loc | Nr. de concurs | Nume                | Țară    | Note |
| --- | -------------- | ------------------- | ------- | ---- |
| 1   | 4              | Alessandro Hämmerle | Austria |      |
| 2   | 1              | Éliot Grondin       | Canada  |      |
| 3   | 6              | Omar Visintin       | Italia  |      |
| 4   | 2              | Julian Lüftner      | Austria |      |